# Turmhügel Diemannskirchen

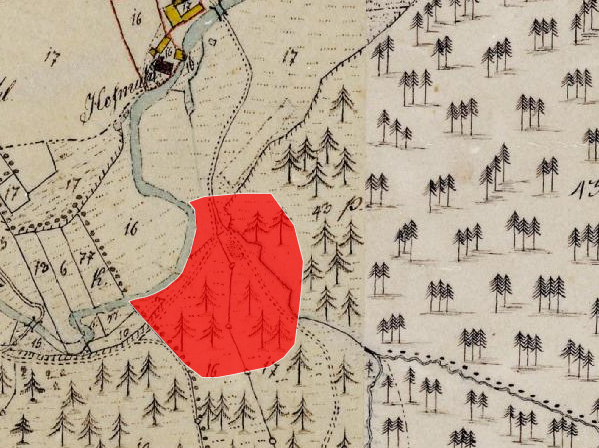
Lageplan des Turmhügels Diemannskirchen auf dem Urkataster von Bayern

Der Turmhügel Diemannskirchen ist eine abgegangene mittelalterliche Turmhügelburg (Motte) etwa 700 Meter südwestlich der katholischen Kirche St. Margaretha von Diemannskirchen oder rund 350 Meter südlich der Hofmühle, Ortsteile der Gemeinde Geisenhausen im niederbayerischen Landkreis Landshut in Bayern. Über diese Höhenburg sind keine geschichtlichen oder archäologischen Informationen bekannt, sie wird grob als mittelalterlich datiert. Erhalten hat sich von der Anlage am Rand eines Steilhanges zum Tal der Kleinen Vils nur ein Burghügel sowie ein Halsgraben. Die Burgstelle ist als Bodendenkmal Nummer D-2-7539-0028: „Turmhügel des Mittelalters“ geschützt.

## Beschreibung
Die bewaldete, zweiteilige Burgstelle befindet sich auf rund 460 m ü. NN Höhe auf einem nach Norden gerichteten Geländesporn, der nach Norden von einem Steilhang, der von einer nach Süden ausbuchtenden Schleife der Kleinen Vils gebildet wurde, und an der West- sowie an der Ostseite durch zwei Kerbtäler von Natur aus gut geschützt war. Dieser Sporn wurde vom nur mäßig ansteigenden Vorgelände im Süden durch einen Halsgraben als Annäherungshindernis gesichert. Der Graben ist nach außen noch rund 1,5 Meter tief, die Höhendifferenz von der Grabensohle zum Plateau des sich unmittelbar nördlich anschließenden Turmhügels beträgt vier Meter. An der Westflanke des Burggeländes läuft der Halsgraben im Hang des Kerbtales aus, an der Ostflanke zieht sich der Graben nach Norden umbiegend jedoch noch eine längere Strecke als Hanggraben am Hang entlang. Der Plateaudurchmesser des aus dem Halsgraben aufsteigenden, kegelförmigen Turmhügels beträgt etwa zehn bis elf Meter, er liegt etwa zehn Meter über der Kleinen Vils. Spuren von einstiger Bebauung sind dort nicht mehr vorhanden. Die Südseite des Turmhügels ist durch Tierbauten etwas abgegraben, im Norden fällt er um rund fünf Meter über eine steile Böschung zu einem 17 Meter langen Plateau an der Spornspitze ab. Dieser Burgteil wird an seiner Westseite durch den Prallhang zur Kleinen Vils begrenzt, im Osten durch den vom Halsgraben abgehenden Hanggraben und im Norden an der äußersten Spornspitze durch einen Abschnittsgraben gesichert. An der Ostflanke der Anlage wurde im dortigen Kerbtal eine Kiesgrube betrieben, die die Burgstelle allerdings nicht beeinträchtigt hat. Doch zeigen vor allem die West- und die Südseite des Turmhügels durch Unebenheiten wohl ältere Störungen auf.